# K-12
K-12는 유치원에서부터 고등학교를 졸업할 때까지의 교육기간을 말한다. 영어권에서는 'kay twelve(케이 트웰브)' 또는 'Kay through twelve(케이 뜨루 트웰브)'라고 읽는다.

## 배경
미국, 캐나다 영어권에서 사용하기 시작한 말로서, 무상으로 교육을 받을 수 있는 학년을 가리킨다. K-12는 유치원(Kindergarten의 K)에서 12학년(대한민국의 고등학교 3학년에 해당) 학생들을 인터넷으로 연결해 교육하려는 미국의 정보교육 프로젝트의 이름에서 유래하였다. 이는 미국내 약 14만개 학교들을 인터넷으로 연결하여 범국민적으로 교육정보화를 이루고자 하는 ‘넷데이(Net Day) 96’운동과 같은 맥락에서 추진되었다.

## 같이 보기
- 어린이집